# OneCyze Project
OneCyze Project, kurz OCP, ist ein Elektro-Projekt, das 1992 in Berlin gegründet wurde.

## Geschichte
OneCyze Project wurde 1992 als OneCyze („One Size“) durch die Fusion zweier unabhängig voneinander agierender Bands ins Leben gerufen. F.R.E.D – Frightened Roses Emphasize Danger, die ursprüngliche Heimat des OneCyze-Project-Frontmanns Josef Gruen prägte maßgeblich die musikalische Orientierung OneCyze Projects in Richtung Elektro. Last Pleasure, der andere Part des OneCyze Projects wird heute durch Jan Burzlaff und ShallC repräsentiert. Last Pleasure, das man aus heutiger Sicht in Richtung Electronic Avantgarde einordnen könnte, wurde erstmals durch die Veröffentlichung des Tapes Peace and Violence (1991) bekannt, deren gleichnamiger Track für Aufsehen in der Elektro-Szene der 1990er sorgte.
ShallC verließ im Herbst 2009 die Band.

## Diskografie
Alben
- 1997: Downfall
- 1998: Music for My Terrorists
- 2007: Re-animated
- 2008: Confused Mental State
- 2015: Absolute Zero

EPs
- 2007: Head Crusher - Promo CD

Tapes
- 1992: Public Rage
- 1993: Waves & Visons
- 1995: Traumatized
- 1995: Cerebral Bleeding
- 1995: Fumes Parts 1-8
- 1996: Grim Reward
- 1997: Downfall